# Kamień (Strzeczona)
Kamień – przysiółek wsi Strzeczona w Polsce, położony w województwie pomorskim, w powiecie człuchowskim, w gminie Debrzno.
W latach 1975–1998 przysiółek położony był w województwie słupskim.